# Route européenne 86
Pour les articles homonymes, voir E86 et Route 86.
La route européenne 86 (E86) est une route reliant Krystallopigí, à la frontière entre la Grèce et l'Albanie, à Géfyra, à proximité de Thessalonique. Elle se confond sur la plupart de son parcours avec la route nationale 2 de Grèce.